# Städteverbund Nordöstliches Vogtland
Der Städteverbund Nordöstliches Vogtland ist ein Verbund von Städten im sächsischen wie thüringischen Vogtland. Mitglieder des durch Willenserklärung der Stadträte am 19. Juni 1996 angestoßenen Verbundes sind bzw. waren:
- Elsterberg,
- Greiz,
- Netzschkau,
- Reichenbach im Vogtland

sowie das seit 2016 nach Reichenbach eingemeindete
- Mylau.

Auf Grundlage der Kooperation existiert u. a. ein gemeinsames Entwicklungskonzept Greiz-Reichenbach, das damit auch über die Landesgrenze hinweg wirksam ist. Die (Ober-)Bürgermeister und Vertreter der Stadträte tauschen sich regelmäßig über gemeinsame Projekte aus, wie es beispielsweise auch der, mittlerweile gescheiterte, Versuch war, die Göltzschtalbrücke als Weltkulturerbe festzuschreiben.
| Stadt                  | Elsterberg | Greiz         | Netzschkau | Reichenbach (davon Mylau)          |
| ---------------------- | ---------- | ------------- | ---------- | ---------------------------------- |
| Freistaat              | Sachsen    | Thüringen     | Sachsen    | Sachsen                            |
| Fläche                 | 25,10 km²  | 84,66 km²     | 12,51 km²  | 34,47 km² (4,73 km²)               |
| Einwohner (31.12.2022) | 3.738 Ew   | 20.397 Ew     | 3.756 Ew   | 20.371 2.585 (Stand 2014)          |
| Bevölkerungsdichte     | 149 Ew/km² | 240 Ew/km²    | 300 EW/km² | 591 Ew/km² 547 Ew/km² (Stand 2014) |
| Postleitzahlen         | 07985      | 07973         | 08491      | 08468, 08491 08499 (Mylau)         |
| Vorwahlen              | 036621     | 03661, 036621 | 03765      | 03765                              |

An den Postleitzahlen zeigt sich die Verbindung der Städte: Während thüringische Orte Postleitzahlen haben, die mit 07 beginnen, ist es bei sächsischen Gemeinden die 08. Durch Gebietsänderungen von Elsterberg und einiger Dörfer in der Umgebung befinden sich auch vereinzelt Dörfer in Sachsen, deren Postleitzahl mit 07 beginnt. Ein ähnliches Bild bietet sich in der heutigen Stadt Pausa-Mühltroff.

## Belege
1. ↑  Kommunale Zusammenarbeit - Reichenbach Vogtland. Abgerufen am 9. Mai 2024.
2. ↑  Städteverbund | Stadt Netzschkau. Abgerufen am 9. Mai 2024.